# Brunéi en los Juegos Olímpicos de París 2024
Brunéi estuvo representado en los Juegos Olímpicos de París 2024 por tres deportistas, dos hombres y una mujer, que compitieron en dos deportes.
Los portadores de la bandera en la ceremonia de apertura fueron los nadadores Zeke Chan y Hayley Wong. El equipo olímpico bruneano no obtuvo ninguna medalla en estos Juegos.